# غارات جوية على دمشق في يوليو 2025
في 16 يوليو 2025، نفذت إسرائيل غارات جوية على العديد من المباني الحكومية في دمشق، سوريا ، بما في ذلك المقر العسكري السوري ومحيط القصر الرئاسي . وأسفرت الغارات عن مقتل 3 أشخاص على الأقل وإصابة 34 آخرين. وزعمت إسرائيل أنها ضربت المباني "تحذيرًا" .